# Galasso Galassi

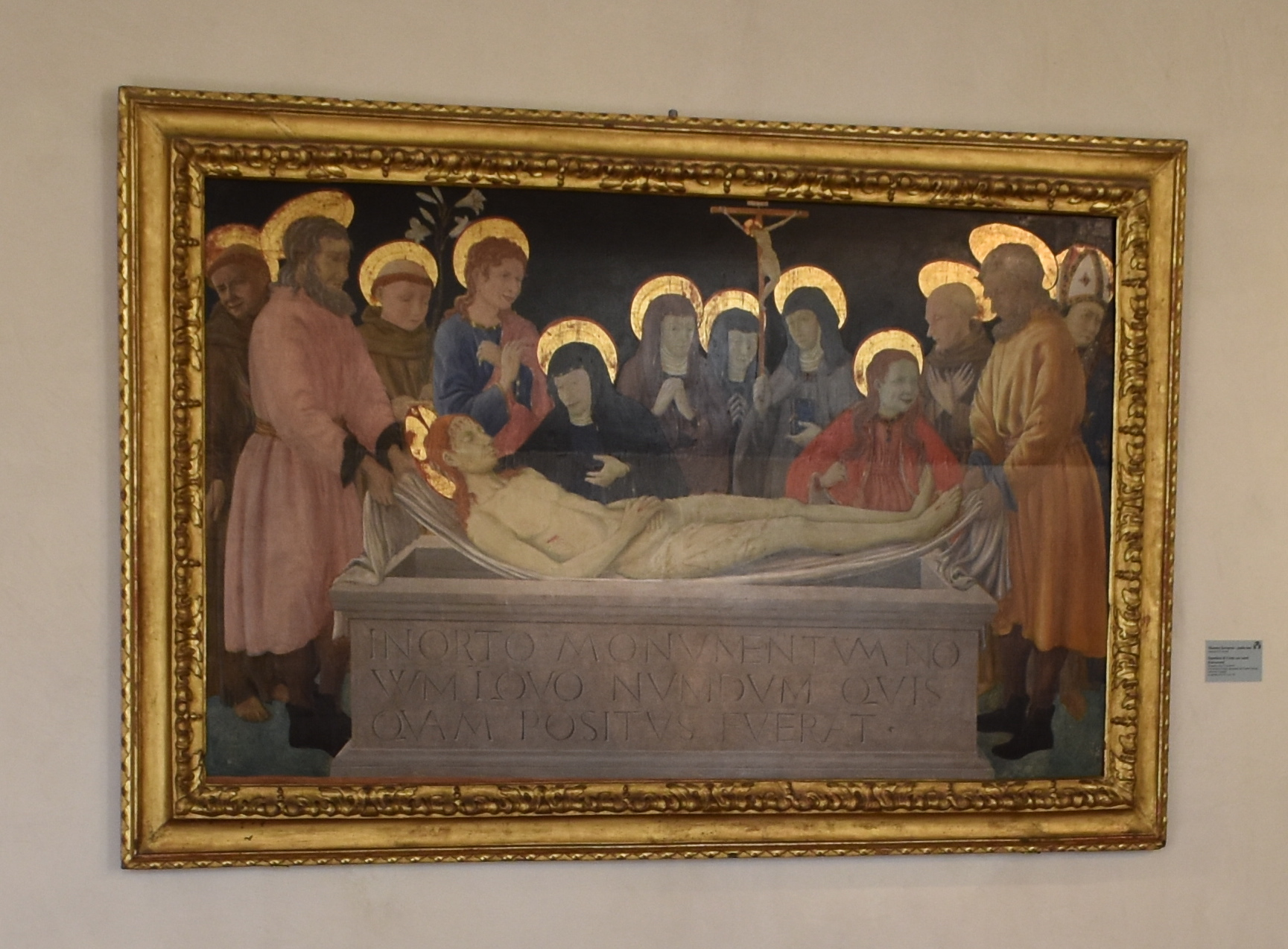
Atribuída a Galasso Galassi, Deposição de Cristo, Pinacoteca Nacional de Ferrara.

Galasso Galassi (1450 - 1488) foi um pintor italiano do começo do Renascimento, que trabalhou principalmente em Ferrara. Galassi também trabalhou em  Bolonha e foi um dos primeiros representantes da Escola de Ferrara.  